# Liste der Kulturdenkmale in Oberhohndorf
Die Liste der Kulturdenkmale in Oberhohndorf enthält die in der amtlichen Denkmalliste des Landesamtes für Denkmalpflege Sachsen ausgewiesenen Kulturdenkmale im Zwickauer Ortsteil Oberhohndorf.

## Legende
- Bild: Bild des Kulturdenkmals, ggf. zusätzlich mit einem Link zu weiteren Fotos des Kulturdenkmals im Medienarchiv Wikimedia Commons. Wenn man auf das Kamerasymbol klickt, können Fotos zu Kulturdenkmalen aus dieser Liste hochgeladen werden:
- Bezeichnung: Denkmalgeschützte Objekte und ggf. Bauwerksname des Kulturdenkmals
- Lage: Straßenname und Hausnummer oder Flurstücknummer des Kulturdenkmals. Die Grundsortierung der Liste erfolgt nach dieser Adresse. Der Link (Karte) führt zu verschiedenen Kartendiensten mit der Position des Kulturdenkmals. Fehlt dieser Link, wurden die Koordinaten noch nicht eingetragen. Sind diese bekannt, können sie über ein Tool mit einer Kartenansicht einfach nachgetragen werden. In dieser Kartenansicht sind Kulturdenkmale ohne Koordinaten mit einem roten bzw. orangen Marker dargestellt und können durch Verschieben auf die richtige Position in der Karte mit Koordinaten versehen werden. Kulturdenkmale ohne Bild sind an einem blauen bzw. roten Marker erkennbar.
- Datierung: Baubeginn, Fertigstellung, Datum der Erstnennung oder grobe zeitliche Einordnung entsprechend des Eintrags in der sächsischen Denkmaldatenbank
- Beschreibung: Kurzcharakteristik des Kulturdenkmals entsprechend des Eintrags in der sächsischen Denkmaldatenbank, ggf. ergänzt durch die dort nur selten veröffentlichten Erfassungstexte oder zusätzliche Informationen
- ID: Vom Landesamt für Denkmalpflege Sachsen vergebene, das Kulturdenkmal eindeutig identifizierende Objekt-Nummer. Der Link führt zum PDF-Denkmaldokument des Landesamtes für Denkmalpflege Sachsen. Bei ehemaligen Kulturdenkmalen können die Objektnummern unbekannt sein und deshalb fehlen bzw. die Links von aus der Datenbank entfernten Objektnummern ins Leere führen. Ein ggf. vorhandenes Icon  führt zu den Angaben des Kulturdenkmals bei Wikidata.

## Oberhohndorf
| Bild                                    | Bezeichnung                                                                                    | Lage                              | Datierung               | Beschreibung | ID       |
| --------------------------------------- | ---------------------------------------------------------------------------------------------- | --------------------------------- | ----------------------- | --- | -------- |
| Weitere Bilder                          | Halde des Schaderschachtes des Oberhohndorfer Schader-Steinkohlenbau-Vereins                   | (Karte)                           | 1861–1963 (Halde)       | markant das Ortsbild prägende Halde, 13,7 ha / Höhe: 50 m, 3.000.000 m³ von bergbaugeschichtlicher Bedeutung. 1855 als AV gegründet, schon 1855 Beginn des Abteufens, Tafelhalde: begonnen 1861, beendet 1963, Material: Wasch- und Grubenberge sowie Kokereirückstände, Grundfläche: 13,7 ha, Höhe: 50 m, Inhalt: 1,2 Mio m³, Böschungswinkel: 33°, Schütttechnologie: anfänglich mittels Förderwagen, später mittels Terrakonikanlage und Bändern. | 09247699 |
|                                         | Wegesäule                                                                                      | August-Schlosser-Straße (Karte)   | um 1910                 | Granitobelisk mit Inschrift von stadtgeschichtlichem und verkehrsgeschichtlichem Wert. Granitpfeiler auf annähernd quadratischer Grundfläche mit flachem Zeltdachabschluss und vertiefter Schrift. | 09301977 |
| Weitere Bilder                          | Wasserturm mit Hochbehälter                                                                    | August-Schlosser-Straße (Karte)   | 1924–25                 | zeittypischer Wasserturm in schlichter Gestaltung von versorgungsgeschichtlicher Bedeutung. Das Wasserwerk wurde 1924/25 im Auftrag der damals noch eigenständigen Gemeinde Oberhohndorf errichtet. Mit der Bauausführung war die Chemnitzer Betonbaufirma Paul Gotthardt betraut. Der 20 Meter hohe, verputzte Betonturm ist funktional schlicht gehalten, was sich in den kubistisch addierten Formen der einzelnen Turmbestandteile – dem quadratischen Turmschaft mit aufgesetztem, einem Zylinder angenäherten polygonalen Behältergeschoss und abschließendem Kegeldach – ausdrückt. Je zwei Halbkreisfenster pro Turmseite sowie vier Schlitzfenster im Bereich des Behälters vervollständigen das im Entwurf verankerte Grundformenrepertoire und sorgen für Belichtung des Innenraumes. Das Wasserwerk mit Hochbehälter im Turm (Fassungsvermögen 50 m³) und zwei Erdbehältern mit jeweils 125 m³ Fassungsvermögen ist bis heute in die Wasserversorgung der Gemeinde eingebunden. Als Zeugnis der kommunalen Wasserversorgung Anfang des 20. Jahrhunderts ist es von versorgungsgeschichtlicher Bedeutung. (LfD/2017) Wasserhochbehälter über rechteckigem Turmunterbau, der Wasserhochbehälter selbst über polygonalem Grundriss mit spitz zulaufendem Helm, Inschrift: „Wasserwerk/Oberhohndorf/1924/25“, Putzfassade, mit Biberschwänzen gedecktes, flach geneigtes Kegeldach, kleine Rundbogenluken als Fenster, einfache Eisentür, keine Zierelemente. | 09231203 |
| Direkt Bild zu diesem Denkmal hochladen | Wohnstallhaus eines ehemaligen Bauernhofes                                                     | August-Schlosser-Straße 4 (Karte) | 19. Jh. (Wohnstallhaus) | Zeugnis der ländlichen Bebauung des ehemaligen Dorfes Oberhohndorf, von stadtgeschichtlicher Bedeutung. Erdgeschoss massiv, vermutlich unterfahren, Fachwerk-Obergeschoss, weitgehend original erhalten, verbrettert, Satteldach, traufseitiger Anbau im Nordwesten ebenfalls mit Satteldach, im Erdgeschoss an der Hofseite einige Veränderungen, das Seitengebäude des Dreiseithofes nicht mehr original erhalten kein Denkmal. | 09231097 |
| Direkt Bild zu diesem Denkmal hochladen | Mietshaus in offener Bebauung                                                                  | Helmholtzstraße 18 (Karte)        | 1899                    | zeittypischer aufwändig gestalteter Klinkerbau in sehr gutem Originalzustand von städtebaulichem und baugeschichtlichem Wert. Rechteckiger Grundriss, zweigeschossig, Mittelrisalit, 7 × 2 Achsen, davon Mittelrisalit dreiachsig, Sockel Naturstein Polygonmauerwerk Granit, Fassade rote Klinkerverblender mit Klinkerbinderschichten, Terrakottafensterbankgesims zwischen Erdgeschoss und 1. Obergeschoss mit Diamantquadern besetzt, Fenster von Klinkerformsteinen eingefasst, Ausgleichsbögen über den Fenstern, ursprünglich Segmentbogenfenster – heute neu eingesetzte Rechteckfenster in vereinfachter und leicht entstellender Form, weiterhin Binderschichten und Überschlaggesimse zur Dekoration, flach geneigtes Satteldach, dreiachsiger Frontgiebel mit obeliskartigen Bekrönungen, heutige Bekrönung Adler, dieser nicht original. | 09230235 |
| Direkt Bild zu diesem Denkmal hochladen | Schule                                                                                         | Helmholtzstraße 21 (Karte)        | 1898                    | zeittypische Vorstadtschule in gutem Originalzustand von ortsgeschichtlicher und baugeschichtlicher Bedeutung. Rechteckiger Grundriss mit risalitartigen Vorsprüngen u. a. Mittelrisalit mit Eingangsbereich, davor Freitreppe, zweiarmig mit Polygonmauerwerk, an der Treppenwange originales Treppengeländer, originale Haustür, zweiflügelig aus Holz mit Glaseinsätzen, gesprosstes Oberlichtfenster, aufwändig gestalteter Eingangsbereich, Architrav mit Säulenstellung, Klinkerfassade mit Natursteinbänderung, Fenster in Nischen eingestellt, Rechteckfenster, im 1. Obergeschoss mit waagerechter Fensterverdachung, Klinkerausgleichsbögen mit Schlussstein, Satteldach, am Mittelrisalit aufwändiger Ziergiebel mit Uhr und Voluten sowie Dreieckgiebel und Obeliskbekrönung, nachträgliche Gaube, die neueren Anbauten an der Schule ohne Denkmalwert, an der Giebelseite Inschrifttafel: „Erbaut A. D. 1898“ | 09230236 |
| Direkt Bild zu diesem Denkmal hochladen | Wohnhaus in offener Bebauung                                                                   | Helmholtzstraße 34 (Karte)        | 1896                    | ortstypisches Fachwerkhaus in sehr gutem Originalzustand von baugeschichtlicher Bedeutung. Rechteckiger Grundriss, eingeschossig mit Drempel, Fachwerk mit Streben und Andreaskreuzen, 6 × 3 Achsen, zweiachsiger Dacherker, Satteldach weit vorkragend, für Oberhohndorf typischer Fachwerkbau, Bauzeit um 1900 | 09230237 |
| Direkt Bild zu diesem Denkmal hochladen | Wohnhaus in offener Bebauung                                                                   | Helmholtzstraße 35 (Karte)        | um 1900                 | qualitätvolles Fachwerkhaus in sehr gutem Originalzustand von baugeschichtlicher Bedeutung. Rechteckiger Grundriss, eingeschossig mit Drempel und hohem Kellergeschoss, Kellergeschoss: untere Bereiche Bruchstein, Polygonmauerwerk, teilweise Rochlitzer Porphyr, obere Bereiche roter Klinker, Fenster vermutlich original, das Erdgeschoss und das Drempelgeschoss Fachwerk mit Streben und Andreaskreuzen, weit vorkragendes Satteldach, zweiachsiger Dacherker ebenfalls mit Satteldach, 6 × 3 Fensterachsen, typischer Fachwerkbau aus der Zeit um 1900, Typenprojekt im Ortsteil Oberhohndorf mehrfach gebaut. | 09230238 |
| Direkt Bild zu diesem Denkmal hochladen | Wohnhaus in offener Bebauung                                                                   | Wildenfelser Straße 32 (Karte)    | 1907                    | qualitätvolles Fachwerkhaus von baugeschichtlichem Wert. Eingeschossig mit Drempel, einfaches Ständerfachwerk, zweiachsiger Frontgiebel mit Satteldach, Krüppelwalmdach, schlichte Gestaltung ähnlich den anderen an dieser Straße befindlichen Fachwerkhäusern, von baugeschichtlicher Bedeutung. | 09231618 |
| Direkt Bild zu diesem Denkmal hochladen | Ehemaliges Rathaus, später Umbau zu Wohnhaus                                                   | Wildenfelser Straße 36 (Karte)    | 1929                    | original erhaltenes Verwaltungsgebäude ehemals mit Sparkasse, grüne Edelputzfassade, von baugeschichtlicher und städtebaulicher Bedeutung. Fast quadratischer Grundriss, dreigeschossig, Sockel Natursteinquaderung in regelmäßigem Verband, Edelputz, Fenster mit Kunststeineinfassung in Porphyrtuff, Eingang betont, leicht vorspringend mit zurück versetztem Hauseingang und Freitreppe, originaler einflügeliger Tür mit Glaseinsätzen und feststehenden Seitenteilen, sprossengeteilten Oberlichtern, Fenster ursprünglich sprossengeteilt, die zwei Fenster im Erdgeschoss mit geschweifter Sprossung, im Oberlicht Kastenfenster teilweise vereinfacht, grüner Edelputz, Walmdach mit Biberschwanzdoppeldeckung, kleiner Gaube, original erhalten, bis heute unverändert. | 09231619 |
| Direkt Bild zu diesem Denkmal hochladen | Wohnhaus, zwei Seitengebäude, Gartenlaube und Scheune sowie Streuobstwiese eines Vierseithofes | Wildenfelser Straße 43 (Karte)    | um 1900                 | markanter Bauernhof mit städtisch wirkendem Wohnhaus von baugeschichtlicher, stadtentwicklungsgeschichtlicher und großer städtebaulicher Bedeutung. Wohnhaus: Architekt Franz Wolf, städtisches Wohnhaus, Fachwerkbau mit Drempelgeschoss, Giebel verschiefert mit Spitzwinkelschablonendeckung, Sockel Polygonmauerwerk Naturstein, ansonsten Fachwerk mit K-Streben und Andreaskreuzen, originale Vergitterung der Kellerfenster aus der Erbauungszeit, Kellerfenster mit Natursteineinfassungen, die anderen Fenster teilweise mit Fensterläden, flach geneigtes weit vorkragendes Satteldach, verzierte Sparrenköpfe, im Hof große Freitreppe, einläufig, mit Balkon, um 1900, Scheune: eingeschossig, mit Drempelgeschoss, Fachwerk, teilweise massiv, Krüppelwalmdach mit Schleppgaube, großes Holzschiebetor, im Wesentlichen unverändert erhalten, um 1870, Schuppenanbau an der Scheune eingeschossig mit verbrettertem Drempel, Satteldach, Biberschwanzdoppeldeckung, annähernd gleiche Bauzeit. Seitengebäude: Erdgeschoss massiv, Fachwerk-Obergeschoss, Heuluke mit Vorrichtung für den Heuaufzug, Satteldach, um 1900. Gartenlaube: um 1900, Holzkonstruktion, offen. | 09231620 |
| Direkt Bild zu diesem Denkmal hochladen | Gasthof mit Saalanbau                                                                          | Wildenfelser Straße 51 (Karte)    | 1911                    | architektonisch anspruchsvoll gestaltetes Gebäude mit Fachwerkelementen von baugeschichtlichem und städtebaulichem Wert. Eingeschossig, teilweise zweigeschossig auf Grund der Hanglage, rechteckiger Grundriss, Fachwerkelemente im Dachbereich, Fenstereinfassungen mit Werkstein, polygonaler Erker seitlich mit Fachwerk, Balkon über dem Haupteingang, großes Mansardwalmdach schiefergedeckt mit kleinem Dachreitertürmchen mit Pyramidenhelm, an das Gebäude angebaut Saalanbau in gleicher Bauweise, zeitgleich (...) | 09231621 |
| Direkt Bild zu diesem Denkmal hochladen | Wohnhaus in offener Bebauung                                                                   | Wildenfelser Straße 72 (Karte)    | 1880                    | qualitätvolles Fachwerkhaus in gutem Originalzustand von baugeschichtlichem Wert. Rechteckiger Grundriss, eingeschossig mit Drempel und hohem Sockelgeschoss, Sockelgeschoss massiv, Erdgeschoss und Drempel Fachwerk mit Andreaskreuzen und Ständern, Zwerchhaus zweiachsig, das Gebäude ansonsten 6 × 2 Achsen, Satteldach, Giebel verkleidet, traditionelles Fachwerkhaus aus der Zeit um 1900. | 09231622 |
| Direkt Bild zu diesem Denkmal hochladen | Wohnhaus in offener Bebauung                                                                   | Wildenfelser Straße 74 (Karte)    | 1878                    | traditionelles Fachwerkhaus in gutem Originalzustand von baugeschichtlichem Wert. Rechteckiger Grundriss, eingeschossig mit Drempel und hohem Sockelgeschoss, Sockelgeschoss massiv, Erdgeschoss und Drempel Fachwerk mit Andreaskreuzen und Ständern, Zwerchhaus zweiachsig, das Gebäude ansonsten 6 × 2 Achsen, Satteldach, Giebel verbrettert und verkleidet mit nachträglichem Blumenfenster, traditionelles Fachwerkhaus aus der Zeit um 1900. | 09231623 |
| Direkt Bild zu diesem Denkmal hochladen | Wohnhaus in offener Bebauung                                                                   | Wildenfelser Straße 76 (Karte)    | 1895                    | mit Laden, qualitätvolles Fachwerkgebäude in gutem Originalzustand von baugeschichtlichem Wert. Eingeschossiges Fachwerkhaus mit Fachwerkdrempelgeschoss, flach geneigtes Satteldach, Frontgiebel zweiachsig, ebenfalls mit Satteldach, das Fachwerk durch Streben und gerade Andreaskreuze verziert, mittig Eingang, dieser erneuert, zweiflügelige Freitreppe vor der Ladentür, rückwärtiger Anbau mit Balkon, ursprünglich von der Konsumgenossenschaft gebautes Haus, in dem Laden befand sich ein Konsum, der rückwärtige Anbau ist nachträglich. | 09231624 |